# Průchodnice
Průchodnice je přírodní rezervace v okrese Prostějov. Byla zřízena vyhláškou ONV v Prostějově ze dne 31. října 1985. Předmětem ochrany je skalisko budované devonským vápencem s jeskyní a dvěma branami. Území je ve správě Krajského úřadu Olomouckého kraje.
Přírodní rezervace Průchodnice, vyhlášená roku 1985 na rozloze cca 21 hektarů se nachází v jižní části Zábřežské vrchoviny, asi 5,5 km severně od města Konice při silnici mezi Hvozdem a Ludmírovem. Na kopci Stráň (534 m n. m.), někdy též nazývaný Průchodnice, porostlém bukovým lesem vystupují z podloží dva vápencové skalní útvary. Větším z nich, dlouhým asi 120 m a vysokým v nejvyšším místě od úpatí asi 12 m, prochází tři chodbovité jeskyně, které jsou však bez krápníkových ozdob. Jelikož lze dvěma z nich projít celým skalním masívem, dostalo podle toho toto místo i útvar přiléhavý název Průchodnice. V okolí byly nalezeny pozůstatky pravěkého osídlení s kosterními pozůstatky čtvrtohorních zvířat, zbytky keramických nádob a další důkazy pravěkého osídlení.

## Flóra a fauna
- Na území rezervace se vyskytují vzácné druhy rostlin a živočichů. V současné době je ve zdejších jeskyních zimoviště ohrožených druhů netopýrů a to netopýra velkého (Myotis myotis) a večerního (Eptesicus serotinus).
- Na skalách se daří vzácným druhům rostlin jako sleziníky, rozchodníky aj. V podrostu pod stromy se vyskytuje lilie zlatohlávek (Lilium martagon) a několik druhů orchidejí.

## Turistika
Tyto malé jeskyně bez krasové výzdoby zůstávají logicky ve stínu nedalekých nádherných jeskynních komplexů Javoříčka a Mladče. Přes lokalitu prochází červená turistická trasa. Pro motoristy je místo dostupné z parkoviště při silnici, asi jeden kilometr po červené turistické značce. Veřejnou dopravou je dostupnost dobrá. Nejbližší vlaková zastávka je sice v Konici (asi šest kilometrů), ale při využití autobusových spojů je možno vystoupit na zastávce Ludmírov, Na Srdéčku. Tato zastávka se nachází asi jeden kilometr od Průchodnice přímo na červené turistické trase.
V opačném směru lze na Průchodnici dojít po červené trase z asi 2,5 km vzdáleného Vojtěchova.

## Fotogalerie

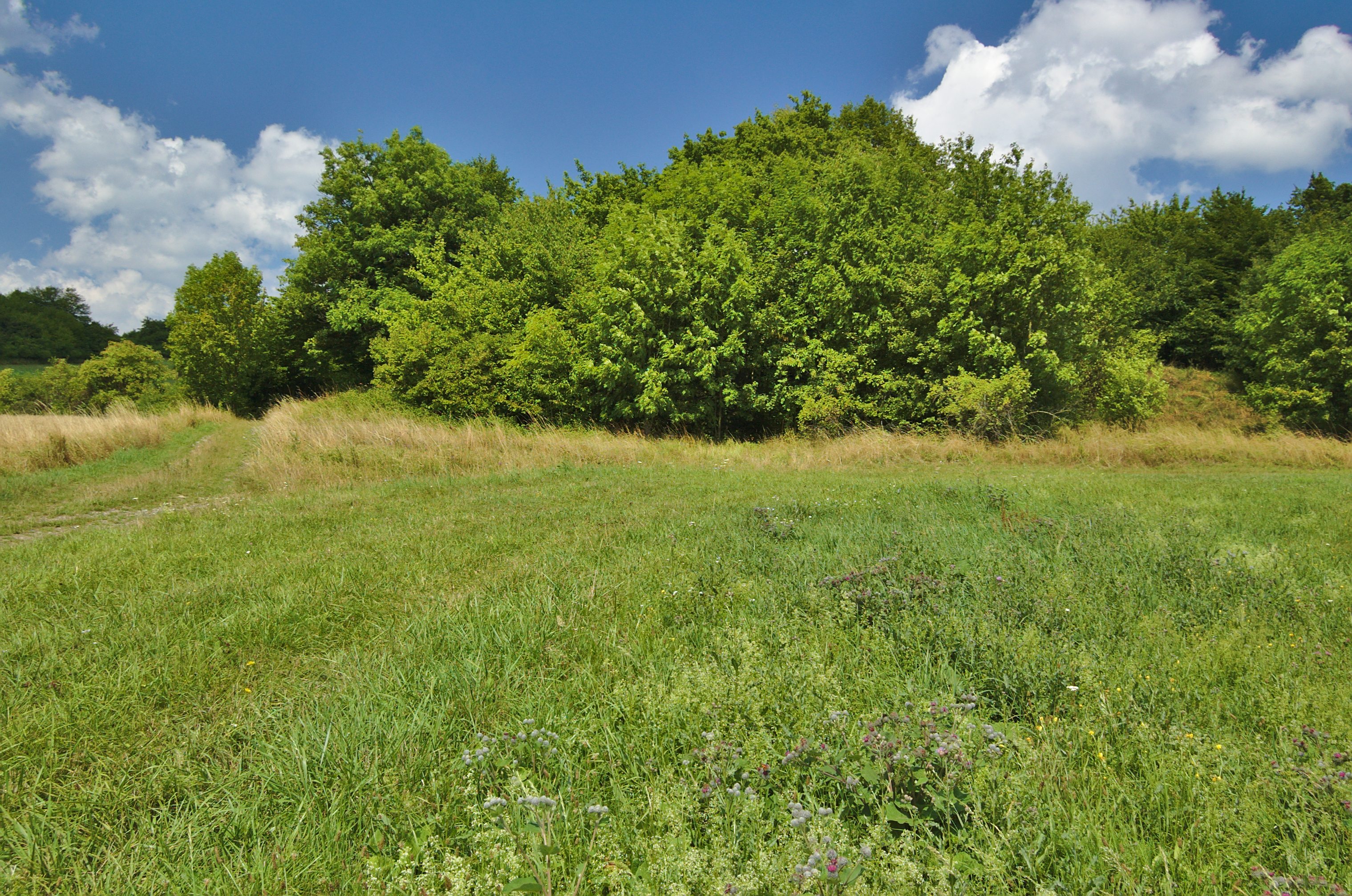
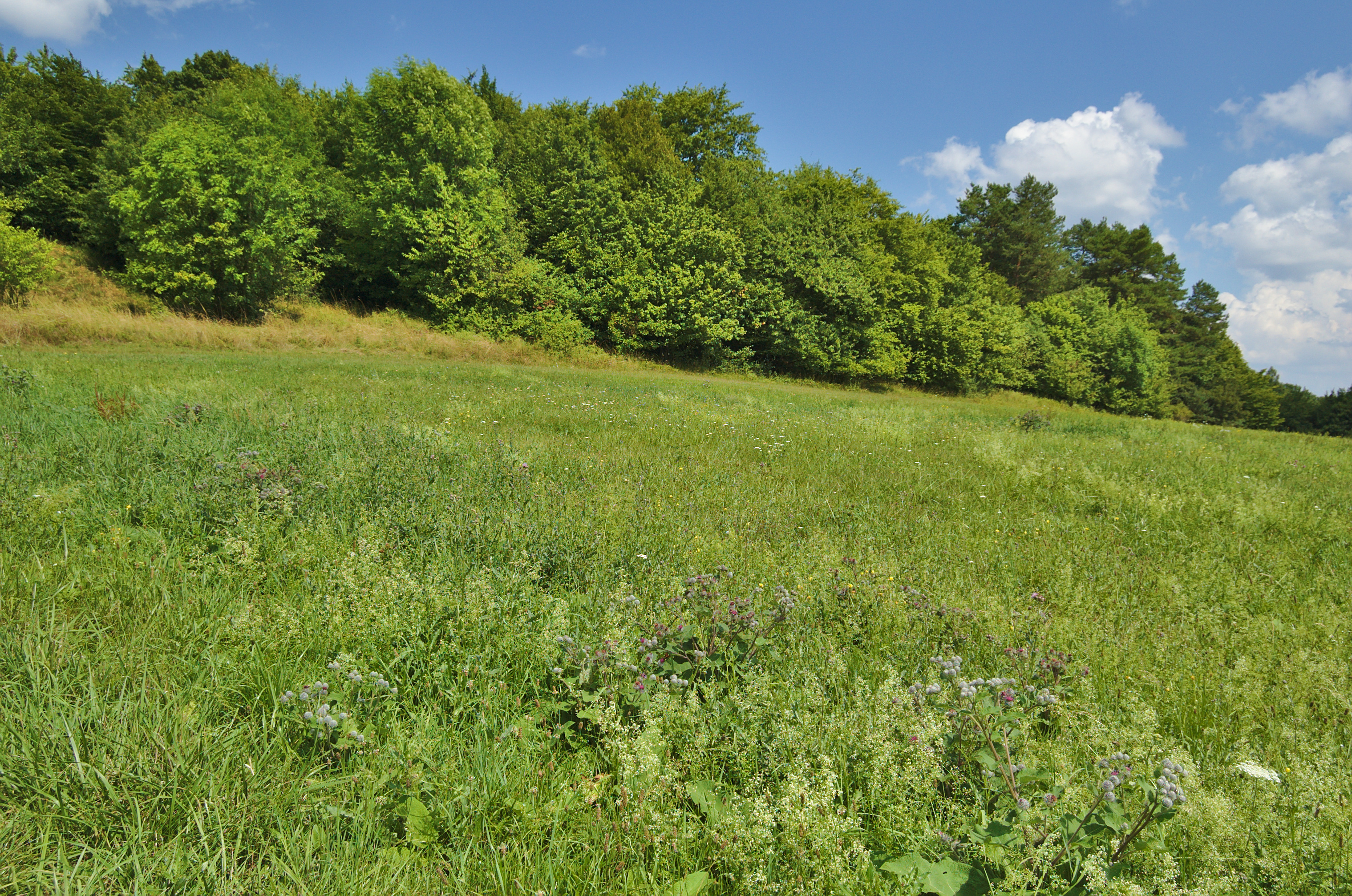
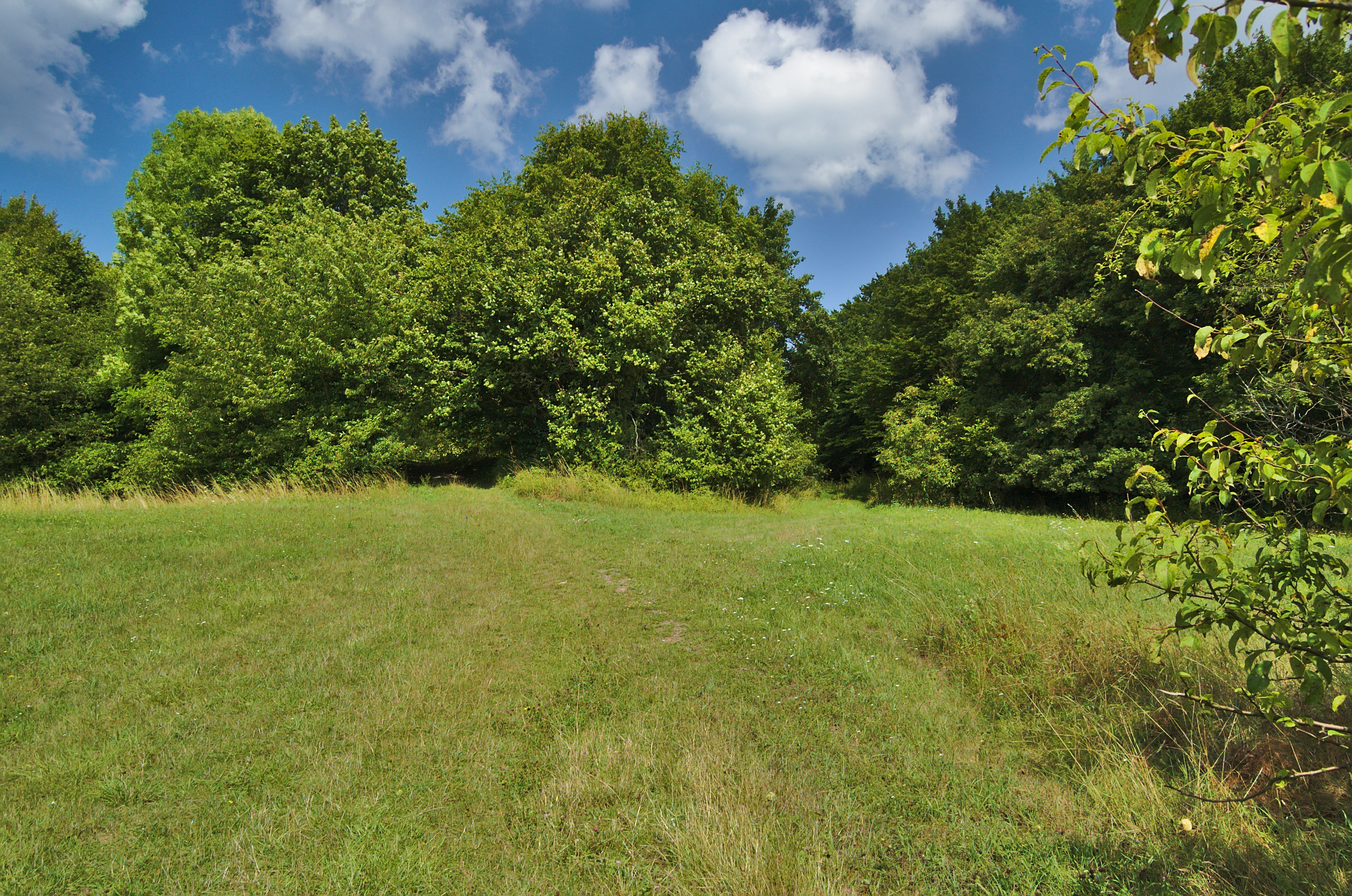
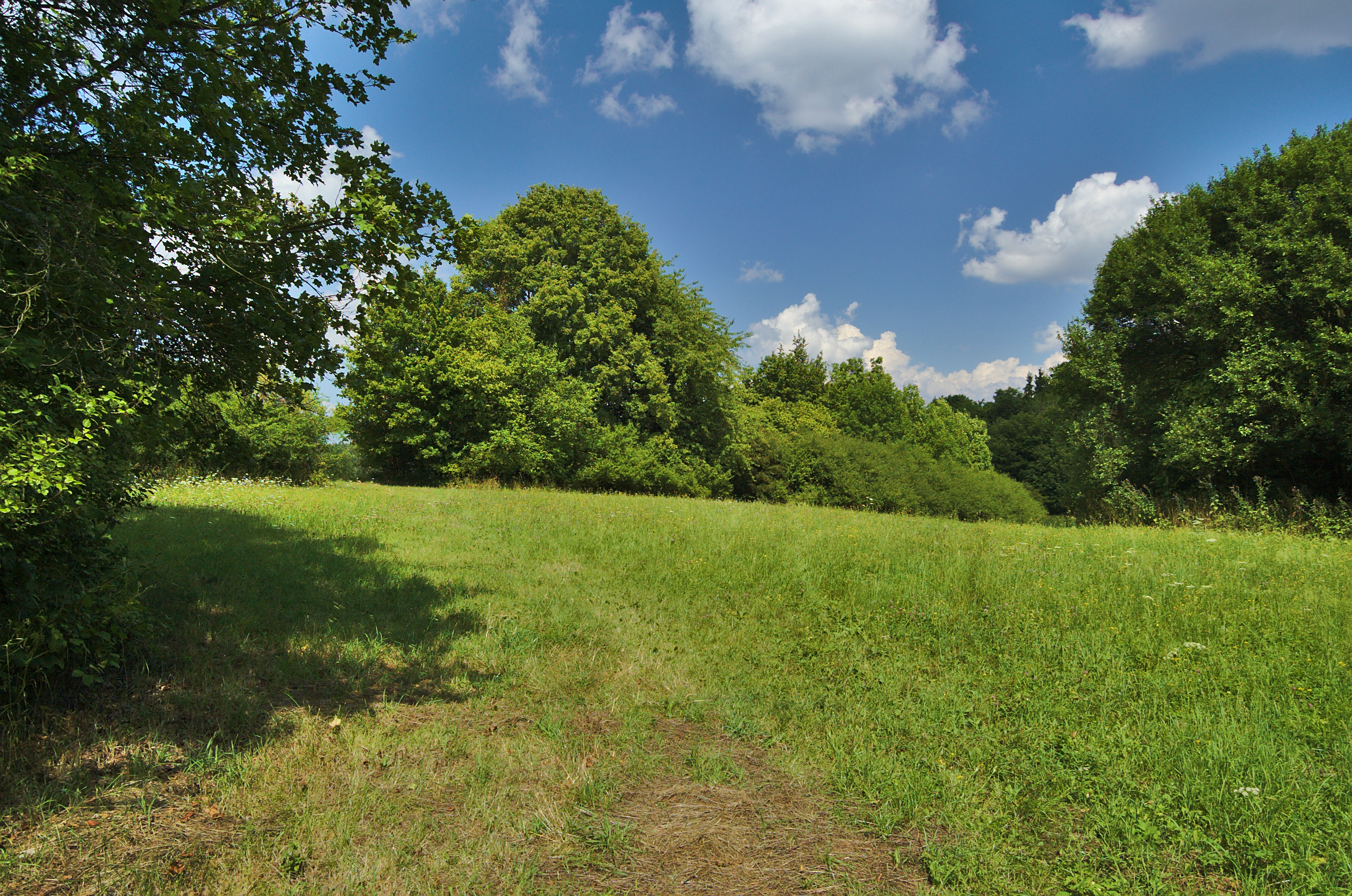
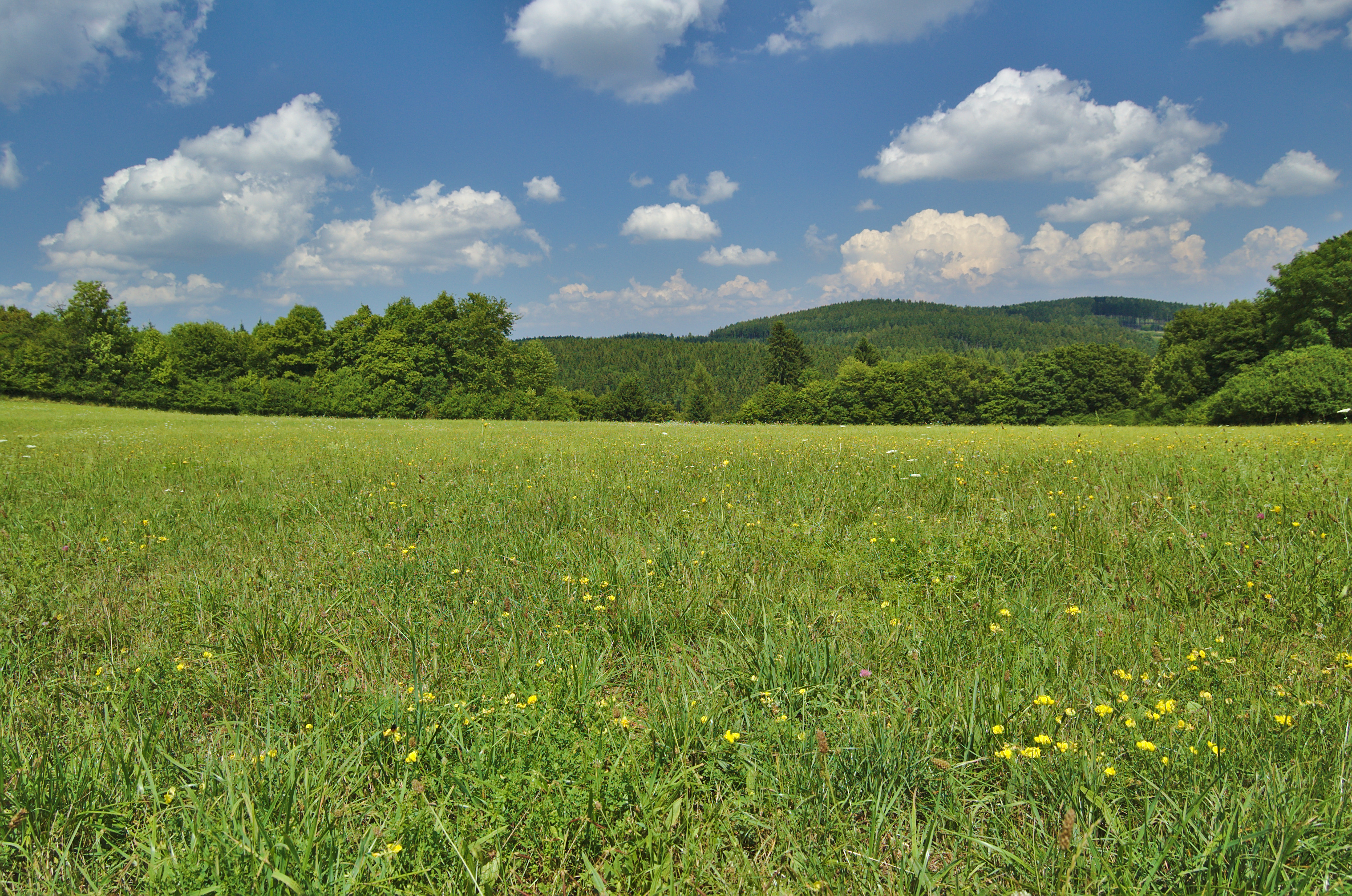
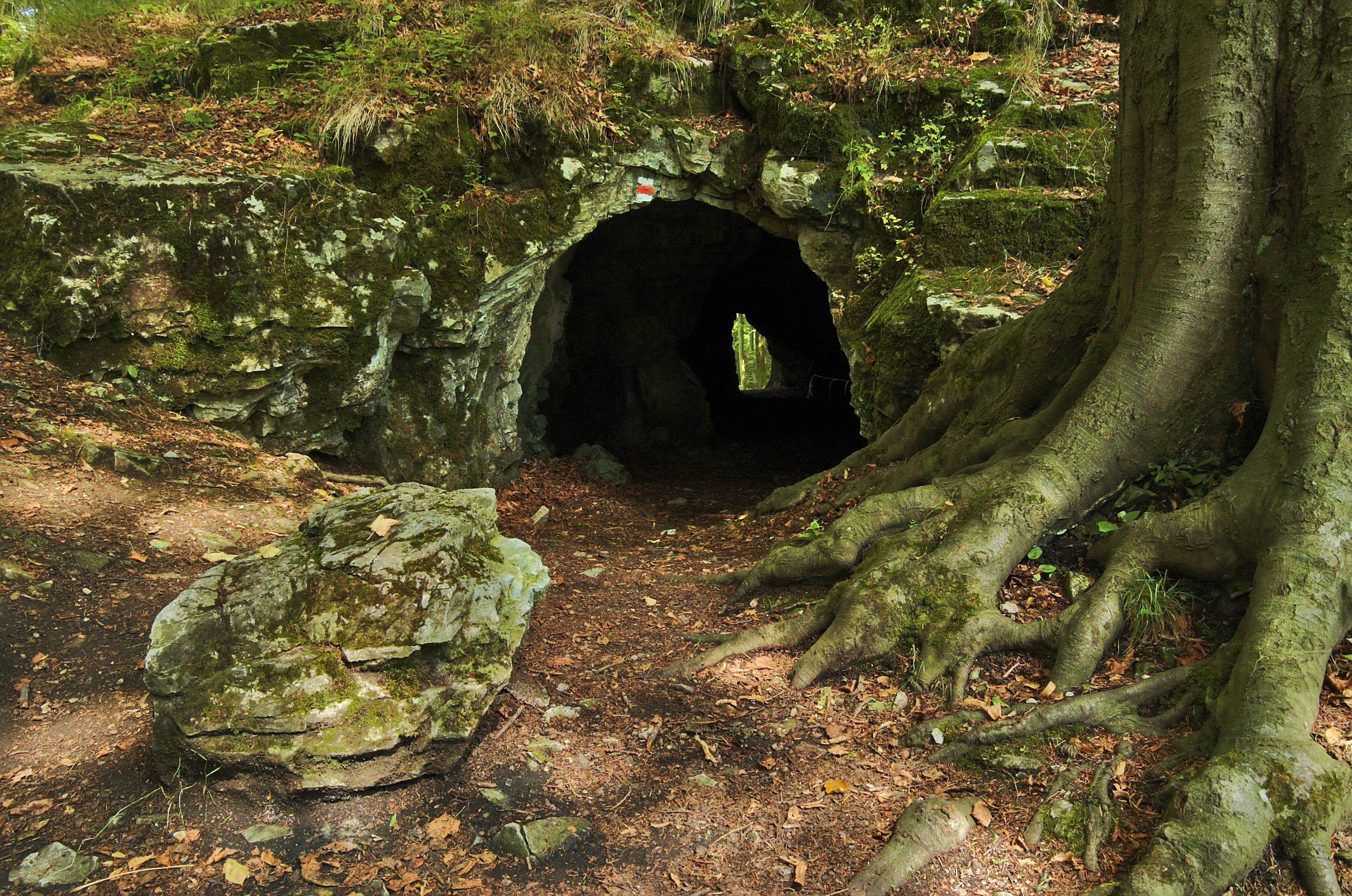
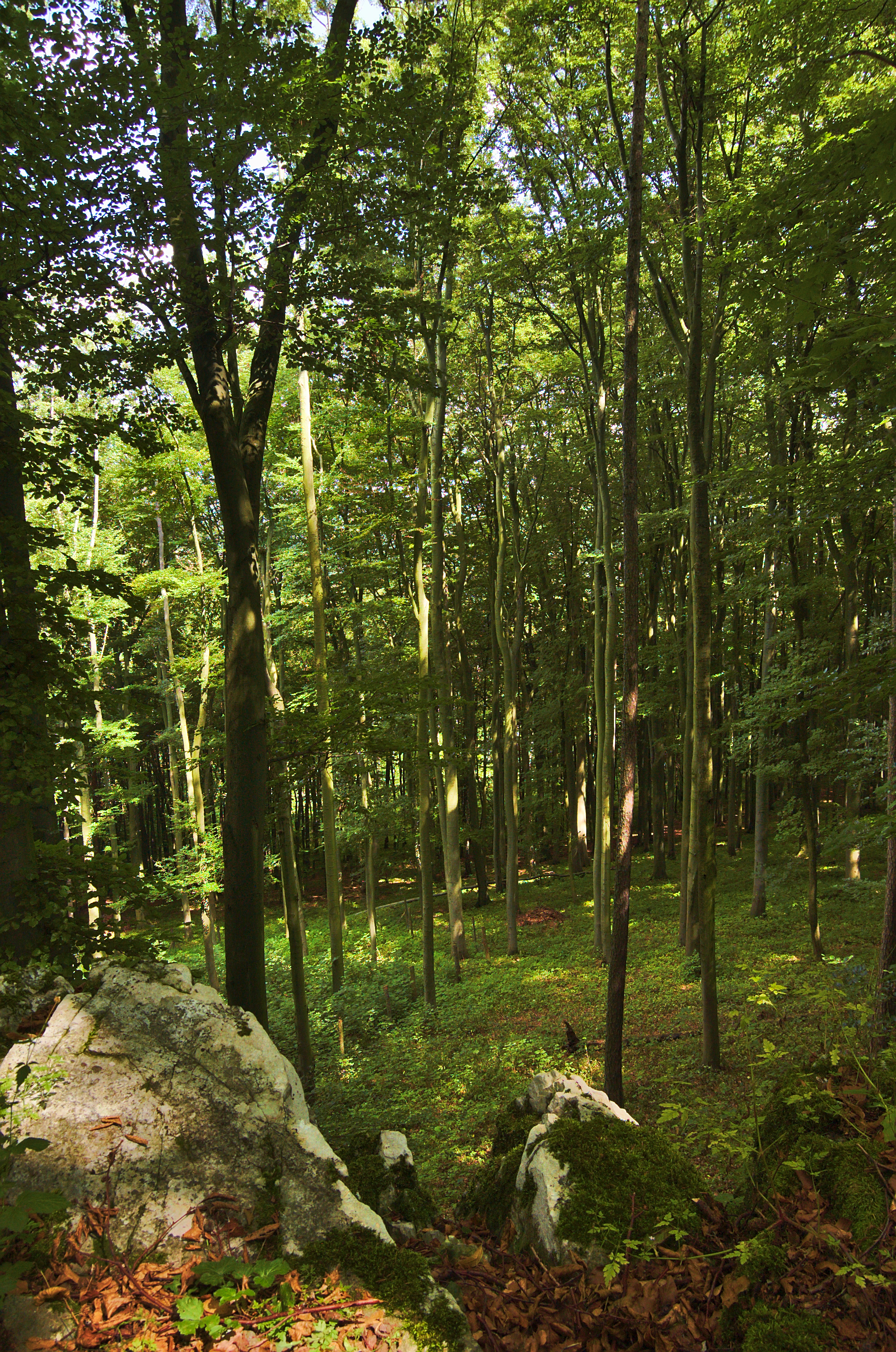